# Wölm
Wölm ist ein Gemeindeteil des Marktes Gößweinstein im Landkreis Forchheim (Oberfranken, Bayern).

## Geografie
Das Dorf befindet sich in der Wiesentalb, etwa drei Kilometer nordwestlich von Gößweinstein auf 430 m ü. NHN.

## Geschichte
Bis zum Beginn des 19. Jahrhunderts unterstand Wölm der Landeshoheit des Hochstifts Bamberg. Die Dorf- und Gemeindeherrschaft übte dessen Vogteiamt Pottenstein aus, die Hochgerichtsbarkeit das ebenfalls bambergische Centamt Ebermannstadt. Als das Hochstift Bamberg infolge des Reichsdeputationshauptschlusses 1802/03 säkularisiert und unter Bruch der Reichsverfassung vom Kurfürstentum Pfalz-Baiern annektiert wurde, wurde  Wölm ein Teil der bei der „napoleonischen Flurbereinigung“ in Besitz genommenen neubayerischen Gebiete.
Durch die Verwaltungsreformen zu Beginn des 19. Jahrhunderts im Königreich Bayern wurde Wölm mit dem Zweiten Gemeindeedikt 1818 ein Teil der Ruralgemeinde Behringersmühle. Im Zuge der  Gebietsreform in Bayern wurde Wölm mit der Gemeinde Behringersmühle zu Beginn des Jahres 1972 nach Gößweinstein eingemeindet. Im Jahr 1987 hatte Wölm 64 Einwohner.

## Verkehr
Die Kreisstraße FO 39, die aus Südosten von der Staatsstraße 2191 kommend, nach Durchquerung des Ortes in nordwestlicher Richtung nach Engelhardsberg weiterführt, bindet an das öffentliche Straßennetz an.

## Baudenkmäler
Etwa einen halben Kilometer nordwestlich des Ortes befindet sich die Ruine der ehemaligen Bergkirche Zum Heiligen Bühl.

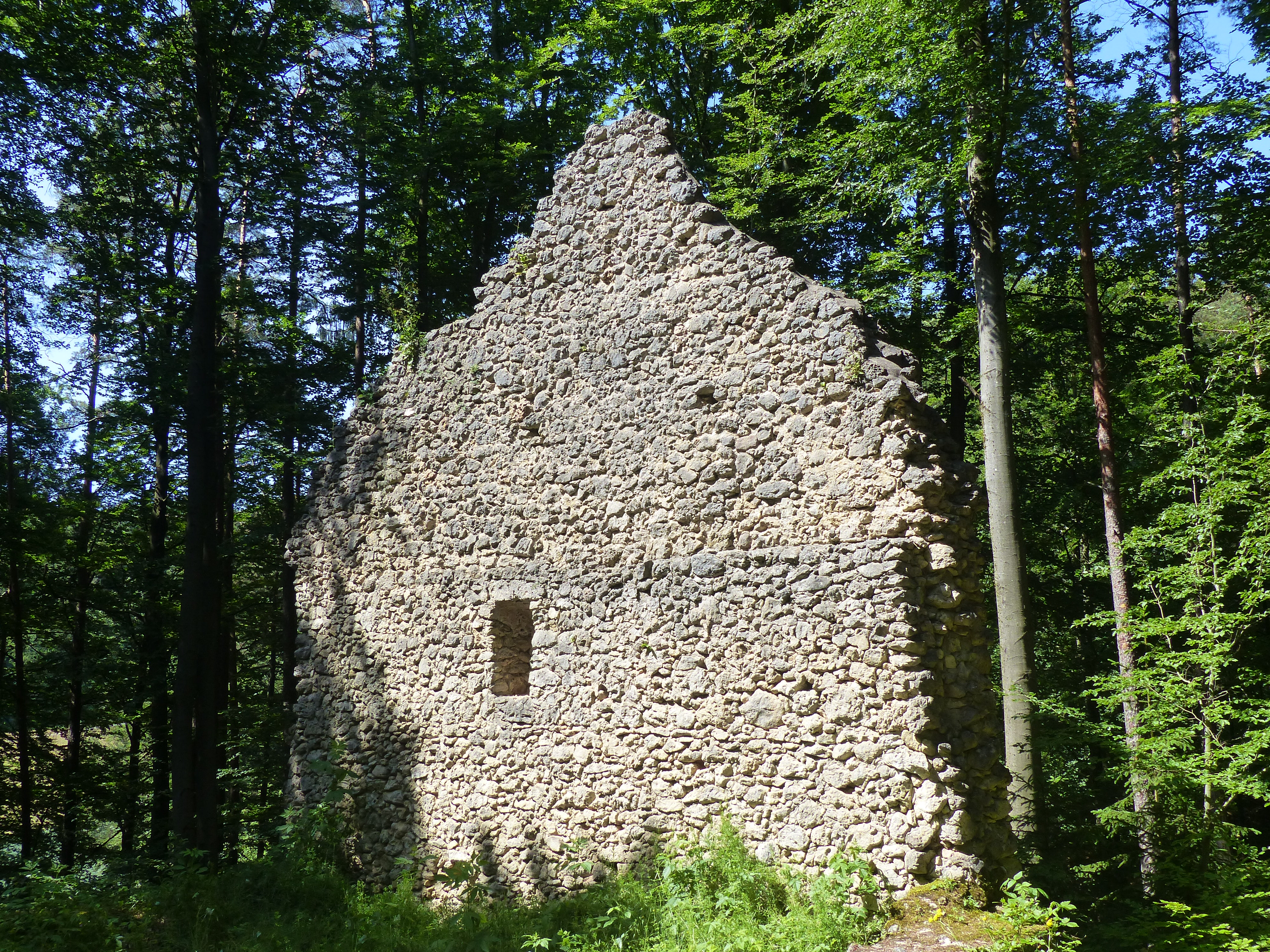
Die Ruine der ehemaligen Bergkirche Zum Heiligen Bühl